# Ermida de Santa Maria de La Piscina
A Ermida de Santa Maria de La Piscina (espanhol: Ermita de Santa María de La Piscina) é uma ermida localizada em San Vicente de la Sonsierra, La Rioja, Espanha.
A dedicação do edifício do século XII refere-se ao Tanque de Betesda. Aparentemente, foi fundada para abrigar relíquias da Terra Santa, notavelmente um suposto fragmento da Verdadeira Cruz.
Existem locais contendo sepulturas nas proximidades da igreja.